# Limbe (Malawi)
Limbe, fondée en 1909, est une ville du Malawi située dans le district de Blantyre. C'était le siège opérationnel et l'endroit où se trouvaient les ateliers du Malawi Railways, l'ancien opérateur national de chemin de fer.

## Situation
Limbe se trouve à 11 kilomètres à l'est de Blantyre. Blantyre et Limbe furent brièvement fusionnées en 1956.

## Économie

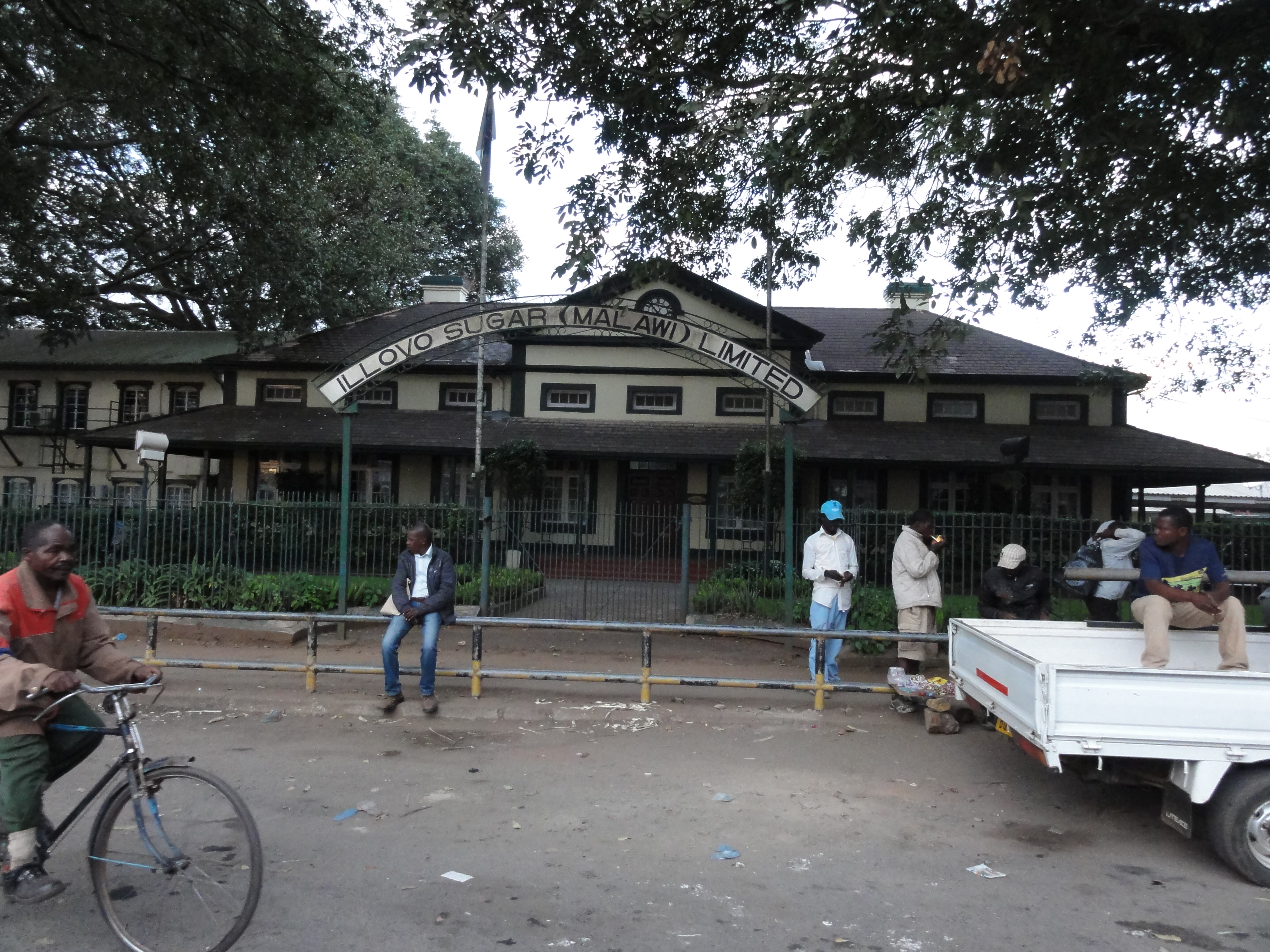
Le siège d'Illovo sugar à Limbe en 2014.

La première branche de la Commercial Bank of Malawi commence ses activités à Limbe le 11 avril 1970. Limbe abrite le siège de Malawi Pharmacies Limited et d'Illovo Sugar. Limbe abrite la plupart des activités industrielles du district.

## Sport
Limbe est aussi le siège de la Hockey Association of Malawi.